# Pronome
In linguistica, il pronome (dal latino pro-nomen, "al posto del nome") è una parte variabile del discorso che svolge le seguenti funzioni:
- sostituire una parte del testo precedente (anafora);
- sostituire una parte del testo successivo (catafora);
- riferirsi a un elemento del contesto in cui si svolge il discorso, che viene sottinteso (deissi).

Data questa natura, per interpretare un pronome occorre fare riferimento rispettivamente al cotesto (o contesto linguistico) o al contesto.
Il pronome, come mostra l'etimologia del termine, fa le veci del nome; può però sostituire anche un'altra parte del discorso o un intero brano della frase. Si vedano gli esempi sottostanti:
- "Ho visto Aurora e le ho detto di non preoccuparsi per me". In questo caso, il pronome le sostituisce Aurora, che è un nome.
- "Ti credevo intelligente, ma non lo sei". In questo caso, il pronome lo sostituisce intelligente, che è un aggettivo.
- "Invece del mio profumo ho preso il tuo, che è più gradevole". In questo caso, che sostituisce tuo, che è un pronome.
- "Marta mi ha telefonato e questo mi ha fatto molto piacere". In questo caso il pronome questo sostituisce la proposizione Il fatto che Marta mi abbia telefonato.

## Tipi di pronomi
- Pronome personale: io, tu, egli, noi, voi, essi...
- Pronome relativo: che, cui, il quale...
- Pronome possessivo: mio, tuo, suo, nostro, vostro, loro...
- Pronome dimostrativo: questo, codesto, quello, stesso, medesimo, tale...
- Pronome indefinito: alcuno, nessuno, qualcuno...
- Pronome interrogativo: che?, quale?, chi?...
- Pronome esclamativo: che!, quale!, chi!...
- Pronome qualificativo[2]: buono, grande, rosso, bello...
- Pronome numerale[2]: uno, due, tre, primo, secondo, terzo, doppio, quadruplo...

Numerosi pronomi possessivi, dimostrativi, indefiniti, interrogativi, esclamativi, numerali e qualificativi hanno forme in comune con quelle degli aggettivi; in questi casi, per distinguere la funzione, si deve tener presente che gli aggettivi accompagnano il nome, mentre i pronomi lo sostituiscono. Si vedano gli esempi sottostanti: 
Questi (aggettivo dimostrativo) pennarelli scrivono meglio di quelli (pronome dimostrativo). Quelli sostituisce quei pennarelli.
Mio (aggettivo possessivo) padre è più giovane del tuo (pronome possessivo). Tuo sostituisce tuo padre.

### Pronomi personali
I pronomi personali indicano: 
- la persona che parla;
- la persona o l'animale a cui si parla;
- la persona, animale o oggetto di cui parla.

In Italiano sono variabili nel numero e, alla terza persona singolare e plurale, anche nel genere. Hanno forme diverse a seconda della funzione che svolgono:
- Hanno una sola forma se svolgono la funzione di soggetto; in questo caso sono detti pronomi personali soggetto.
  - Pronomi personali soggetto
    - prima persona singolare: io
    - seconda persona singolare: tu
    - terza persona singolare: egli, lui, esso / ella, lei, essa
    - prima persona plurale: noi
    - seconda persona plurale: voi
    - terza persona plurale: essi, loro / esse, loro
- Hanno due forme (forte o tonica; debole o atona) se svolgono la funzione di complemento; in questo caso sono detti pronomi personali complemento.
  - Pronomi personali complemento - forma tonica:
    - prima persona singolare: me
    - seconda persona singolare: te
    - terza persona singolare: lui, esso / lei, essa
    - prima persona plurale: noi
    - seconda persona plurale: voi
    - terza persona plurale: loro, essi / loro, esse

  - Pronomi personali complemento - forma atona (particelle pronominali):
    - prima persona singolare: mi
    - seconda persona singolare: ti
    - terza persona singolare: gli, lo / le, la
    - prima persona plurale: ci
    - seconda persona plurale: vi
    - terza persona plurale: li / le

Si noti che "lei" e "loro" possono essere pronomi personali di cortesia e "noi" è usato come plurale di maestà e di modestia.
Tra i pronomi personali si inseriscono i pronomi riflessivi, che si riferiscono sempre al soggetto e riflettono sul soggetto l'azione espressa dal verbo.
- Pronomi riflessivi:
  - forma tonica: sé
  - forma atona: si

### Pronomi possessivi
I pronomi possessivi indicano di chi è o a chi appartiene il nome della persona, animale o cosa che sostituiscono.

### Pronomi dimostrativi
I pronomi dimostrativi indicano la posizione del nome che sostituiscono nello spazio e nel tempo, rispetto a chi parla o a chi ascolta.

### Pronomi indefiniti
I pronomi indefiniti indicano in modo vago, generico e impreciso la quantità, la qualità o l'identità del nome che sostituiscono.
esempio: Ognuno ha diritto alla propria opinione

### Pronomi relativi
I pronomi relativi sostituiscono un nome e mettono in relazione tra loro due preposizioni. I principali pronomi relativi sono: che, cui, il quale. 
I pronomi relativi doppi (o misti) fondono in un'unica forma due pronomi: un pronome dimostrativo più un pronome relativo, oppure, un pronome indefinito più un pronome relativo. L'esempio più comune è il pronome chi, che significa quello che o quella che.

### Pronomi interrogativi ed esclamativi
I pronomi interrogativi servono a introdurre una domanda, diretta o indiretta, sulla quantità, qualità e identità del nome che sostituiscono. I pronomi interrogativi sono quattro: chi, che, quale, quanto.
I pronomi esclamativi servono a introdurre un'esclamazione sulla qualità, quantità o identità del nome che sostituiscono. I pronomi esclamativi sono quattro e corrispondono a quelli interrogativi: chi, che, quale, quanto.

### Pronomi numerali
I pronomi numerali precisano la quantità numerica del nome che sostituiscono.  Hanno la stessa forma degli aggettivi numerali corrispondenti, che assumono il valore di pronomi quando il nome a cui si riferiscono rimane sottinteso, come negli esempi sottostanti.
Esempi:
- Vedi quelle automobili? La prima è di Giacomo, la seconda di Luisa.
- Io ho preso due pezzi di pizza, tu, invece, tre.

I testi di grammatica italiana più tradizionali non sempre presentano la categoria dei pronomi numerali.

### Pronomi qualificativi
I pronomi qualificativi precisano una qualità del nome che sostituiscono. Hanno la stessa forma degli aggettivi qualificativi corrispondenti, che divengono pronomi quando il nome a cui si riferiscono rimane sottinteso.
Questo gruppo di pronomi è assente in alcuni testi di Grammatica più tradizionali, come negli esempi sottostanti:
- La ragazza bionda abita vicino alla stazione, la mora, invece, abita in centro.
- "Quale sciarpa vuoi?" "La nuova".
- "Io voglio il pennarello grande." "Bene, allora io prendo il piccolo".

Non si deve confondere l'aggettivo qualificativo sostantivato con il pronome qualificativo; si vedano gli esempi sottostanti:
- I Greci sconfissero i Troiani. In questo caso Greci e Troiani assumono la funzione e l'autonomia propria del nome e non ne sostituiscono uno; sono perciò aggettivi sostantivati.
- Il Mantovano ha un terreno assai fertile. In questo caso Mantovano assume la funzione e l'autonomia di un nome e non ne sostituisce uno; è perciò un aggettivo sostantivato.
- In tavola ci sono tre piatti; il cupo è da lavare. In questo caso l'aggettivo cupo è divenuto pronome, dato che sostituisce il nome piatto, sottinteso; cupo, però, non ha alcuna autonomia di uso, dato che il suo significato è comprensibile solo nel contesto del discorso.

I testi di grammatica italiana più tradizionali non sempre presentano la categoria dei pronomi qualificativi; secondo alcuni autori, l'esclusione dei pronomi qualificativi è contraddittoria, in quanto basata su considerazioni opposte rispetto all'individuazione di tutte le altre categorie di pronomi corrispondenti alle analoghe categorie di aggettivi.